# 地瓜烧
地瓜烧，又称番薯烧，是一种由番薯作原料而酿制的白酒。
地瓜烧在福建沿海较为普及，番薯是福建沿海重要的粮食品种之一，因此番薯也成为酿酒的原料。采用蒸馏法，制出番薯烧白酒。酒含酒精度较高，一般在40%以上，具刺激性。